# Jean-Boniface Festaz
Jean-Boniface Festaz (Gressan, 21 septembre 1623 - Aoste, 22 septembre 1682) est un philanthrope valdôtain et le secrétaire du Duché d'Aoste.

## Biographie
Issu d'une famille aisée, cinquième des six enfants du notaire Jacques Festaz, il est élu trésorier général du Duché d'Aoste à l'âge de 31 ans, châtelain de Cogne et de Brissogne, procureur des Challant-Aymavilles, lieutenant temporel du diocèse d'Aoste, notaire ducal, royal et apostolique, et syndic d'Aoste de 1658 à 1661.
Son attitude de philanthrope l'amène à léguer la plupart de ses richesses. En 1657, il cède un bâtiment rue Mauconseil à la municipalité pour en faire un hôpital, mais à cause de ses dimensions insuffisantes, il laisse en héritage tous ses biens, parmi lesquels un gros bâtiment près de la Porta Decumana à l'ouest de la ville, où est fondé l'Hospice de charité (avec une entrée sur la rue Édouard Aubert), où est accueilli, entre autres, le lépreux Pierre-Bernard Guasco, dans la tour appelée ensuite tour du lépreux.
Grâce à sa générosité, en 1680 la chapelle du collège Saint-Bénin est terminée. Il laisse une somme d'argent également à la Confrérie de la Sainte-Croix pour restaurer la chapelle Sainte-Croix (rue Édouard Aubert), qui est entamée sans que Festaz ait pu la voir finie.

## Hommages
Une maison de retraite fonctionne encore de nos jours à l'endroit où se situait autrefois l'hospice de charité, rue Jean-Boniface Festaz. La rue allant justement de cet édifice, et côtoyant la tour du lépreux, jusqu'au collège Saint-Bénin et à la rue de Turin constitue l'hommage de la ville d'Aoste à Jean-Boniface Festaz.